# Ендре Корлат
Е́ндре Ко́рлат (угор. Korláth Endre; 10 березня 1881, Ботфалва, Ужанська жупа, Австро-Угорщина — 3 червня 1946, Будапешт, Угорщина) — політичний та громадський діяч, депутат Національних зборів Чехословаччини, Державних зборів Угорщини. Представник угорських національних партій Підкарпатської Русі міжвоєнного періоду, один з організаторів угорської іреденти на Закарпатті.

## Ранні роки
Народився 10 березня 1881 року в селі Ботфалва Ужанської жупи (нині Ужгородського району Закарпатської області).
Навчався в середній школі міста Шарошпатак. Згодом вивчав право в Королівському угорському університеті Франца Йосифа в Коложварі. 1907 року здобув юридичний ступінь у Будапешті.
Після завершення навчання працював в Ужгороді юристом. З 1913 року був міським радником Ужгорода, а з 1917 — прокурором Ужанської жупи. Корлат ініціював створення в Ужгороді торговельної школи, де в подальшому викладав.
У роки Першої світової війни Корлат разом з підполковником Акошем Аркі започаткував рух підтримки сімей мобілізованих. За кілька днів їм вдалося зібрати близько 5000 крон.

## Політична діяльність
У міжвоєнний період був одним із лідерів угорських національних партій у Підкарпатській Русі, а також сприяв втіленню угорського ревізіонізму.
1 червня 1920 року Корлат заснував в Ужгороді Угорську партію права. У рамках партії функціонувала правозахисна ліга. Офіційними друкованими органами партії були газети «Ruszinszkói Magyar Hírlap» («Угорська газета Русинії») та «Ungvári Közlöny» («Ужгородський вісник»). Як повідомляли чехословацькі органи влади, Корлат влітку 1921 року керував кампанією угорських студентів, що під егідою уряду гортистської Угорщини мали здійснити пропагандистську акцію за приєднання Закарпаття до Угорщини. 4 листопада 1921 року поліція призупинила діяльність партії, а Корлата було заарештовано. 1922 року партія припинила своє існування.
30 листопада 1920 року на спільному з'їзді Угорська партія права Корлата, Християнсько-соціалістична партія та Партія дрібних землевласників створили Союз угорських партій Підкарпатської Русі. Його головою було обрано Корлата.
У 1924—1938 роках Ендре Корлат неперервно був членом Національних зборів Чехословаччини: у 1924—1925, 1925—1929 та 1935—1938 роках як депутат нижньої палати парламенту, а в 1929—1935 — як сенатор. Уперше Корлат був обраний на довиборах 16 березня 1924 року за списком Автономної партії автохтонів. Надалі був представником Угорської національної партії Підкарпатської Русі, що була створена 2 лютого 1926 року. У її структурі Корлат був головою виконавчого комітету.
1936 року внаслідок об'єднання двох угорських партій була утворена Об'єднана угорська партія. Ендре Корлат був призначений головою виконавчого комітету партії та заступником її голови від Підкарпатської Русі.
1923 року чехословацькі державні органи повідомляли про участь Корлата в нараді «ірредентистського союзу» в готелі «Паннонія» на вулиці Керепеші в Будапешті. Також йшлося про зв'язки Корлата з поляками та про його «праву руку» — чоловіка його вихованки, на прізвище Ковач. 31 січня 1925 року на нараді в Берегові Корлата начебто обрали керівником угорських опозиційних сил. З боку гортистської Угорщини Корлату регулярно надходило фінансування. Гроші надсилав і барон Жиґмонд Перені, родина якого століттями володіла містом Великий Севлюш. Також через посередництво Корлата будапештський уряд фінансував й інші угорські партії.
Свій мандат у чехословацькому парламенті Корлат втратив у листопаді 1938 року, коли за Першим Віденським арбітражем частина Закарпаття з Ужгородом, Мукачевом та Береговим перейшла до Угорщини. У грудні 1938 року Корлат став депутатом Державних зборів Угорщини, однак у січні 1939 року був призначений жупаном комітатів Унґ та Береґ. У червні того ж року Корлат був запрошений депутатом нижньої палати Державних зборів. Із самого початку угорської окупації Закарпаття Корлат виступав проти автономного статусу Підкарпатської території і лобіював впровадження тільки культурної автономії краю.
Ендре Корлат помер 3 червня 1946 року, вже в часи радянської окупації Угорщини, в Будапешті в радянській в'язниці.